# Марылькы
Марылькы (Маркылькы;устар. Марыль-Кы) — река в России, протекает по территории Ямало-Ненецкого автономного округа. Впадает в Чёртово озеро. Длина реки составляет 91 км.

## Притоки
- 30 км: Марылькы 1-я
- 51 км: Марылькы 2-я
  - 1,8 км: Марылькы 3-я

## Данные водного реестра
По данным государственного водного реестра России относится к Нижнеобскому бассейновому округу, водохозяйственный участок реки — Таз, речной подбассейн реки — подбассейн отсутствует. Речной бассейн реки — Таз.
Код объекта в государственном водном реестре — 15050000112115300066731.